# Sarah D. Fish
Sarah Davids Bills Fish (1798-1868) fue una sufragista y abolicionista estadounidense del siglo XIX. Ha sido conocida también como Sarah Fish, Sarah D. Fish, Sarah David Bills y Sarah David Bills Fish.

## Biografía
Sarah Fish nació el 11 de septiembre de 1798 en el Municipio de Union, Condado de Union, Nueva Jersey, EE. UU.
En 1822, se casó con Benjamin Fish, él era un cuáquero, así como un abolicionista. "Cuando los cuáqueros ortodoxos e hicksitas se separaron en 1828, principalmente por la cuestión de cómo se debía oponer activamente a la esclavitud, Sarah y Benjamin se unieron a los hicksitas, la secta más celosamente abolicionista, y se mudaron a Rochester". La pareja tuvo dos hijas: Catherine Ann Fish (más tarde Stebbins) y Mary Fish (más tarde Curtis). Las cartas sugieren que la pareja vivía en Rochester, Nueva York, alrededor de 1848 y que también estuvieron involucrados en el surgimiento del espiritismo.

## Activismo
Su familia era "uno de los grupos más destacados de defensa en la lucha contra la esclavitud". Su hogar era una de las primeras estaciones del ferrocarril subterráneo de Rochester, Nueva York. La familia Fish "ayudó a organizar todo, desde convenciones abolicionistas hasta ferias artesanales antiesclavistas".
Sarah era miembro de la Sociedad Femenina Antiesclavista de Rochester (RFASS), y durante un período se desempeñó como secretaria del grupo. El RFASS "durante algunos años", "dominó el activismo antiesclavista de las mujeres", pero finalmente fue reemplazado por un grupo más radical. En 1842, Sarah se unió a la Sociedad Antiesclavista del Oeste de Nueva York y, a instancias del activismo cuáquero Abbey Kelley, formó parte del comité ejecutivo. Ella todavía estaba sirviendo en el comité ejecutivo en 1848, cuando su esposo se convirtió en presidente y su yerno secretario correspondiente. También escribió para el periódico abolicionista The North Star.
Sarah Fish también fue una de las primeras activistas por los derechos de las mujeres. Participó en la primera Convención de Seneca Falls en 1848. Sarah ayudó a organizar una segunda convención sobre los derechos de las mujeres solo unas semanas después en Rochester, una convención de la cual su hija Catherine fue secretaria, y en el "2 de agosto de 1848, Sarah D. Fish pronunció una alocución en la Convención de los Derechos de la Mujer de Rochester". Otros asistentes importantes incluyeron a Frederick Douglass.
Sarah Fish, Amy Post y Sarah Hallowell "hicieron la recomendación histórica de que la Convención de Derechos de la Mujer de Rochester elija a una presidenta". Según se informa que "¡Este fue un paso tan radical que, sorprendentemente, Elizabeth Cady Stanton y Lucretia Mott, dos organizadores de la convención de Seneca Falls, salieron de la plataforma en protesta cuando Bush tomó la silla!".
Aparentemente, la familia Fish también estuvo involucrada en la búsqueda de un tratamiento más justo para los nativos americanos.

## Muerte y legado
Murió el 7 de noviembre de 1868 a la edad de 70 años en Rochester, Condado de Monroe, Nueva York, EE. UU. Fue enterrada en el cementerio Mount Hope en Rochester. Su hija, Catherine, también fue activista en los derechos de las mujeres y abolicionista. Su esposo fue enterrado junto a ella, y su hija Catherine y su yerno en la parcela adyacente.